# Souvenirs de M. Auguste Bedloe
Souvenirs de M. Auguste Bedloe (A Tale of the Ragged Mountains) est une nouvelle de l'écrivain américain Edgar Allan Poe publiée pour la première fois en avril 1844 dans le journal Godey's Lady's Book, inspirée en partie de ses expériences en tant qu'étudiant alors qu'il était à l'Université de Virginie. Elle se passe aux alentours de Charlottesville et c'est la seule nouvelle de Poe qui se situe en Virginie.

## Résumé
La nouvelle évoque des théories scientifiques de l'époque de Poe, fait état de l'histoire impériale britannique, et ouvre la voie à l'intérêt des contemporains de l'auteur pour les psychotropes, la transmigration des âmes, ainsi que les dynamiques relation médecin-patient.